# بوبي روبرتس
بوبي روبرتس (بالإنجليزية: Bobby Roberts)‏ (2 سبتمبر 1940 بإدنبرة في المملكة المتحدة - ) هو لاعب كرة قدم بريطاني في مركز الوسط. لعب مع كوفنتري سيتي وكولتشستر يونايتد وليستر سيتي ونادي ماذرويل ونادي مانسفيلد تاون ورابطة كرة القدم الاسكتلندية الحادية عشر ‏.

## وصلات خارجية
- بوبي روبرتس على موقع قاعدة بيانات كرة القدم.إي يو (الإنجليزية)